# Kaspijska morska pošast
Kaspijska morska pošast (rusko Корабль-макет - KM, Karabl-maket – ladja-maketa) je bil sovjetski osemmotorni ekranoplan. Dolg je bil 92,3 metra, širok največ 37,6 metra in visok 22 metrov. Največja vzletna teža je bil 540 metričnih ton. Poganjalo ga je deset turboreaktivnih motorjev Dobrinin VD-7. Razvil ga je ruski inženir Rostislav Jevgenjevič Aleksejev, ki je razvil več drugih ekranoplanov in hitrih vodnih plovil. Do prihoda An-225 je bil KM največji zrakoplov na svetu. 
Dosegel je hitrost 650 km/h, po nekaterih virih celo 740 km/h. 
Leta 1980 se je zaradi pilotove napake potopil, pri čemer ni bilo žrtev.

## Tehnične značilnosti
Podatki iz The Osprey Encyclopedia of Russian Aircraft 1875 - 1995, Russias Ekranoplans:The Caspian Sea Monster and other WiG Craft
Splošne značilnosti
- Dolžina: 92,00 m (301 ft 10 in)
- Razpon kril: 37,60 m (123 ft 4 in)
- Razpon repnega dela: 37 m (121 ft 5 in)
- Višina: 21,80 m (71 ft 6 in)
- Površina kril: 662,50 m2 (7.131,1 sq ft)
- Teža praznega letala: 240.000 kg (529.109 lb)
- Maks. vzletna teža: 544.000 kg (1.199.315 lb)
- Pogon letala: 10 × Dobrinin VD-7 turboreaktivni motor, 127,53 kN (28.670 lbf) potisk motorjev  vsak

Zmogljivost
- Maks. hitrost: 500 km/h (311 mph; 270 kn)
- Potovalna hitrost: 430 km/h (267 mph; 232 kn)
- Doseg: 1.500 km (932 mi; 810 nmi)
- Višina leta v talnem efektu: 4–14 m (13 ft 1 in – 45 ft 11 in)
- Največji valovi: 1,2 m (3 ft 11 in)